# Drenge (Band)
Drenge ist eine Band aus England, die 2011 von den Brüdern Rory und Eoin Loveless gegründet wurde. Ihren Bandnamen haben sie hierbei vom dänischen Wort für „Jungs“ abgeleitet.

## Geschichte
Die Brüder Rory und Eoin Loveless stammen aus dem englischen Dörfchen Castleton in Derbyshire. Dort entstanden auch ihre ersten Lieder, welche auf Infectious Records erschienen. Erste größere Publicity erhielt die Band 2013, als das Parlamentsmitglied Tom Watson der Labour Party bei seinem Abschied im letzten Satz seines Briefs verkündete: „And if you want to see an awesome band, I recommend Drenge“.
Drenge waren in Großbritannien auf Tournee unter anderem mit Auftritten auf dem Glastonbury Festival, Latitude Festival und den Reading and Leeds Festivals.
Ihr gleichnamiges Debütalbum erschien am 19. August 2013 bei Infectious Records. Ihre Singleauskopplung Bloodsports wurde für einen Werbespot für die britische TV-Serie Misfits verwendet und wurde von BBC Radio 1 DJ Zane Lowe in seiner „100 favourite records of 2013“ gelistet.
2014 erhielt Drenge den NME Award in der Kategorie „Best New Band“.

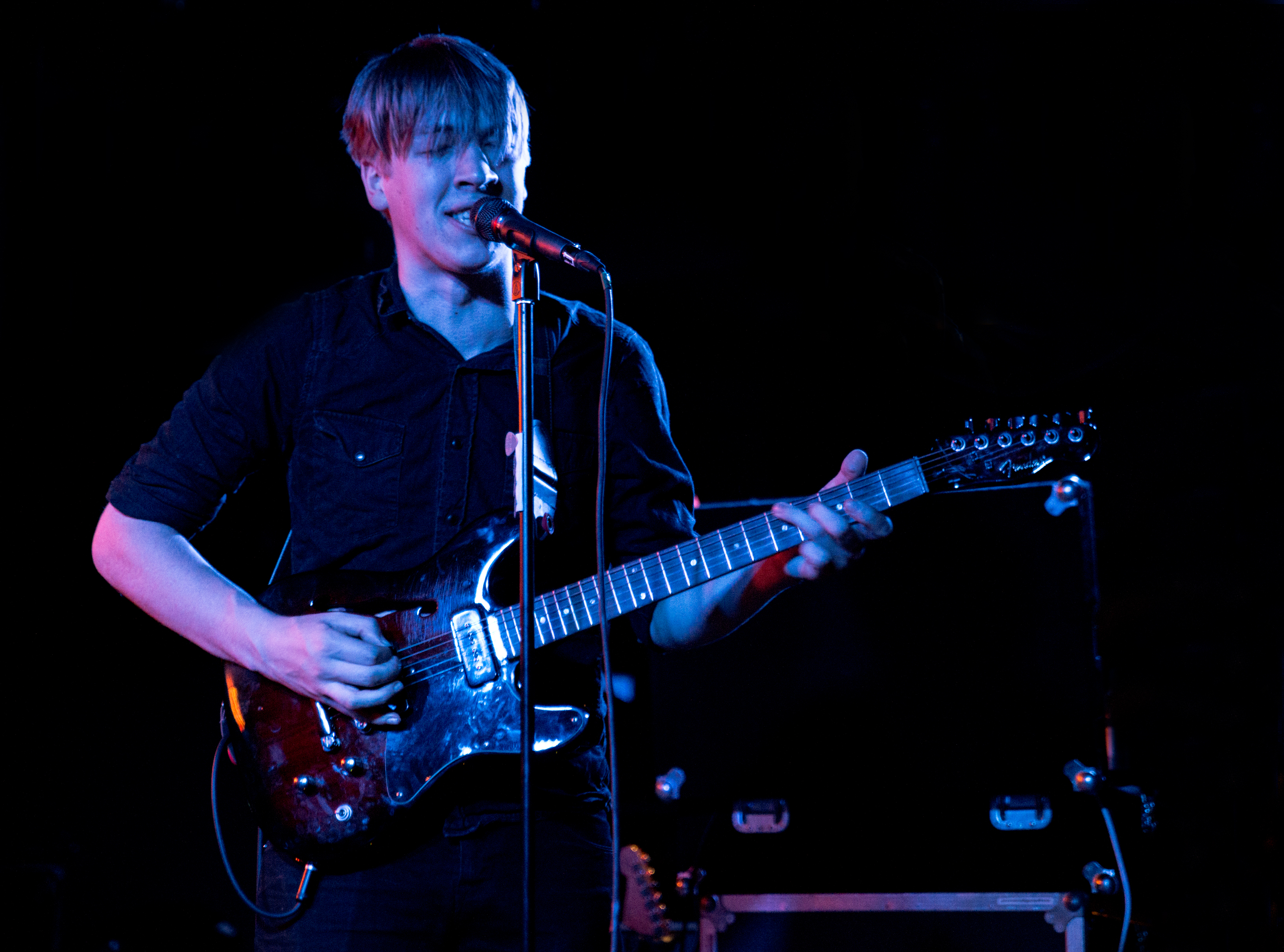
Eoin Loveless, 2014 in München
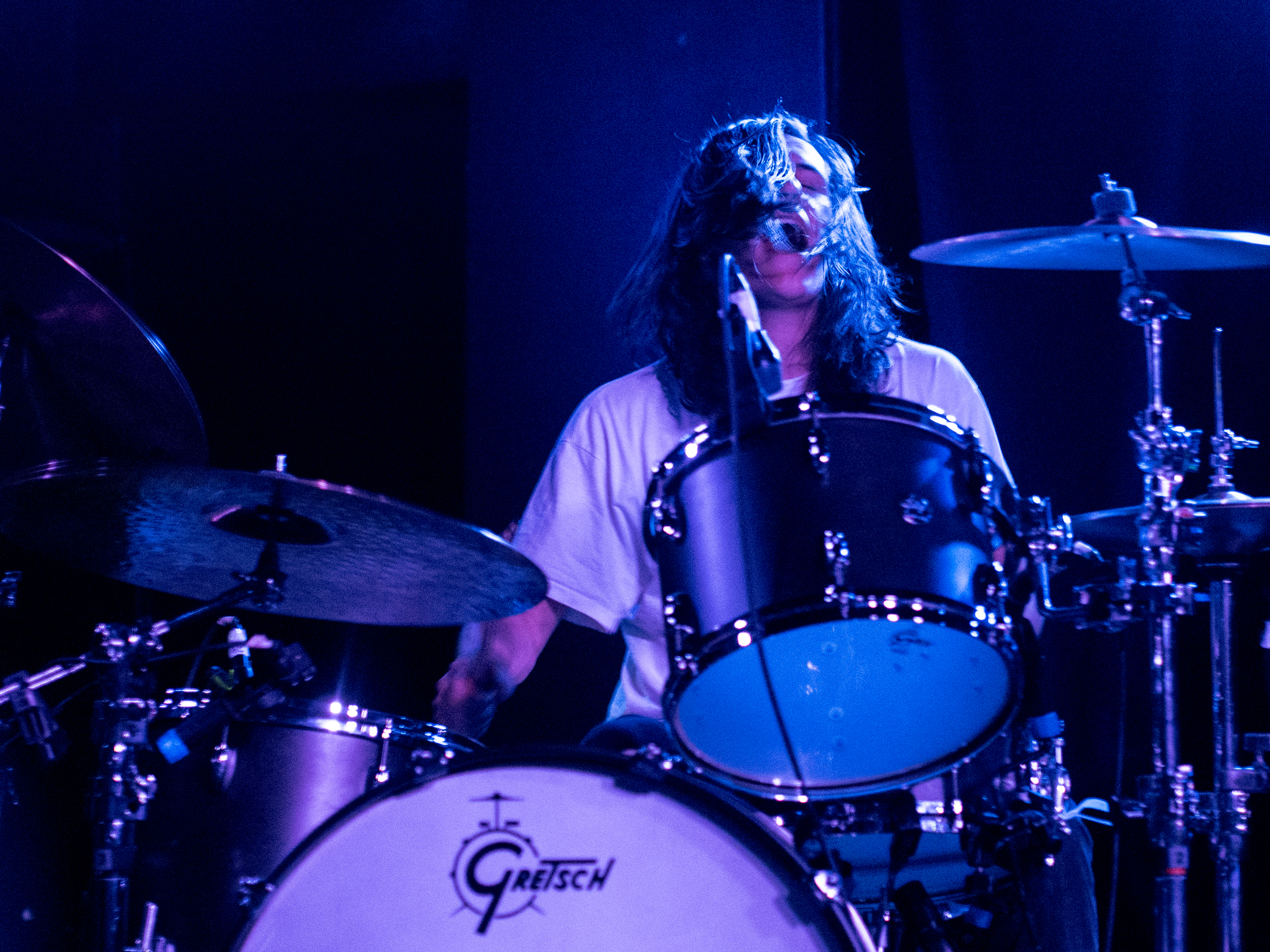
Rory Loveless, 2014 in München

## Diskografie
Alben
- 2013: Drenge (Infectious Records)
- 2015: Undertow (Infectious Records)
- 2019: Strange Creatures (Infectious Records)

Singles
- 2012: Bloodsports (Infectious Records)
- 2013: Backwaters (Infectious Records)
- 2013: Face Like a Skull (Infectious Records)
- 2014: Fuckabout (Infectious Records)